# Гочова
Гочова (на словенски: Gočova) е село в Словения, Подравски регион, община Света Троица в Словенских горицах. Според Националната статистическа служба на Република Словения през 2002 г. селото има 279 жители.